# Robert Prosinečki
Robert Prosinečki (* 12. ledna 1969, Schwenningen) je bývalý chorvatský fotbalista narozený v Německu. Hrával na pozici záložníka. Reprezentoval Jugoslávii (15 zápasů, 4 branky) a Chorvatsko (49 zápasů, 10 branek), s nímž získal bronzovou medaili na mistrovství světa roku 1998. Hrál i na světových šampionátech 1990 (ještě za Jugoslávii), 2002 a Euru 1996. S Crvenou Zvezdou Bělehrad vybojoval v sezóně 1990/91 Pohár mistrů evropských zemí. V anketě Zlatý míč, která hledala nejlepšího fotbalistu Evropy, se roku 1991 umístil na pátém místě.